# Stig Persson (författare)
Stig Erik Persson, född 22 juni 1924 i Mollösunds församling i Göteborgs och Bohus län, död 13 november 1999 i Tyresö församling i Stockholms län, var en svensk lärare och författare.
Persson var först folkskolslärare och blev senare yrkesvalslärare. Han blev 1963 skolkonsulent vid Skolöverstyrelsen och 1965 ledare för yrkesvalslärarutbildningen vid lärarhögskolan i Göteborg. Han flyttade därefter till Stockholm och kom att fram till pensioneringen leda institutionen för studie- och yrkesvägledning vid dåvarande Högskolan för lärarutbildning i Stockholm.
Han gifte sig första gången 1949 med konstnären Sara-Lisa Ryd (1918–1968) och andra gången 1968 med Gunvor Kristoffersson (född 1934).